# وظيفة خضراء
الوظائف الخضراء أو وظائف الياقات الخضراء هي وفقا لـ برنامج الأمم المتحدة للبيئة، «العمل في الزراعة والتصنيع والبحث والتطوير   (R&D) والأنشطة الإدارية والخدمية التي تساهم بشكل كبير في حفظ أو استعادة الجودة البيئية. على وجه التحديد، ولكن ليس على سبيل الحصر، يشمل الوظائف التي تساعد على حماية النظم البيئية والتنوع البيولوجي؛ تقليل الطاقة والمواد واستهلاك المياه من خلال استراتيجيات عالية الكفاءة؛ إزالة الكربون من الاقتصاد؛ وتقليل أو تجنب كل أنواع النفايات والتلوث». للقطاع البيئي فائدة مزدوجة في التخفيف من التحديات البيئية وكذلك مساعدة النمو الاقتصادي.
الوظائف الخضراء، وفقا لـ مكتب إحصاءات العمل، تصنف على أنها «وظائف في مجال الأعمال تنتج سلعًا أو خدمات تفيد البيئة أو تحافظ على الموارد الطبيعية» أو «وظائف تنطوي فيها واجبات العمال على جعل عمليات إنتاج مؤسستهم أكثر صداقة للبيئة أو تستخدم موارد طبيعية أقل». يصنف مكتب إحصاءات العمل الوظائف الخضراء إلى ما يلي: الحفاظ على المياه، والغابات المستدامة، والوقود الحيوي، والطاقة الحرارية الأرضية، والمعالجة البيئية، والاستدامة، ومدققي الطاقة، وإعادة التدوير، والمركبات الكهربائية، والطاقة الشمسية، وطاقة الرياح.
تتضمن هذه التعريفات الوظائف التي تسعى إلى استخدام أو تطوير أشكال الطاقة المتجددة (مثل الرياح، والطاقة الكهرمائية، والطاقة الحرارية الأرضية، وغمر النفايات، والنفايات الصلبة البلدية) بالإضافة إلى زيادة كفاءتها. في إطار الوظائف الخضراء، يتم أيضًا تضمين التعليم والتدريب والتوعية العامة. تسعى هذه الوظائف إلى تطبيق اللوائح، ودعم التعليم، وزيادة التأثير العام لصالح البيئة.
يمكن تسمية الوظائف الخضراء أيضًا بوظائف الاستدامة أو الوظائف البيئية أو الوظائف الإيكولوجية.
وتتضمن أيضا الوظائف الخضراء، التعليم والتدريب والتوعية العامة، ومدى تطبيق اللوائح  ودعم التعليم وزيادة التأثير العام لصالح البيئة، حيث تضمن اخر تقرير عن الاقتصاد الاخضر انه زاد الطلب على وظائف جديدة خلقها الاقتصاد الجديد المرتبط بالاستدامة . ومن هذه الوظائف، فنى توربينات الرياح، مستشار الطاقة الشمسية، مصمم الاطر الخاصة بالاستدامة ، صناعة السيارات الخضراء والكهربئية والتى تعمل بوقود غير باعث للكروبون وتقليل نسب الكربون المنبعثة من جميع الاعمال ووظائف أخرى متعددة وغير مباشرة مثل الوظائف التى لها علاقة بتدوير المخلفات..